# ماركوس سميث (لاعب اتحاد الرغبي)
ماركوس سميث (بالإنجليزية: Marcus Smith)‏ هو لاعب اتحاد الرغبي بريطاني، ولد في 14 فبراير 1999 في مانيلا في الفلبين.

## وصلات خارجية
- ماركوس سميث على موقع دوري الرغبي الممتاز (الإنجليزية)
- ماركوس سميث عل موقع إسبنسكروم (الإنجليزية)
- ماركوس سميث على موقع ItsRugby.co.uk (الإنجليزية)